# کنبی (آیوا)
کنبی (به انگلیسی: Canby) یک منطقهٔ مسکونی در ایالات متحده آمریکا است که در آیووا واقع شده است. کنبی ۴۳۸٫۹۲ متر بالاتر از سطح دریا واقع شده است.